# Джене Айко
Джене Айко Ефуру Чіломбо (англ. Jhené Aiko Efuru Chilombo; нар. 16 березня 1988) — американська співачка, авторка пісень, музикантка. Колишня артистка лейблів The Ultimate Groupruen та Epic Records (обидва покинула сама, щоб продовжити навчання).
У березні 2011 року Айко повернулася до музики, випустивши свій перший повноцінний проєкт — мікстейп .sailing soul(s).ruen. 16 грудня 2011 року Айко підписала контракт з лейблом американського продюсера No I.D.ruen Artium, дистрибуцією продукції якого займається Def Jam Recordings. В 2013 році Айко з'явилася на синглі Біг Шона «Beware», в якому також взяв участь Ліл Вейн: ця пісня стала її першим хітом в Top 40ruen американського чарту Billboard Hot 100. В листопаді 2013 року вона випустила перший мініальбом, Sail Outruen; на його підтримку вийшли сингли «3:16AM», «Bed Peace» і «The Worst».

## Ранні роки
ДженейАйко народилася 1988 року і виросла в Лос-Анджелесі в родині Христини Ямамото і педіатра Карамо Чіломбо (уроджений Грег Барнс). Її мати має японське, іспанське та домініканське походження, батько — афроамериканського, якійського, чоктовського, черокського, навахського та німецько-єврейського. Вона часто описує свою етнічну належність як «японка, афроамериканка, корінна американка тощо», ґрунтуючись на відсотковому вмісті, однак ототожнює себе відразу з усіма складовими своєї спадщини. Айко також заявила, що має французькі корені, і сказала про свій родовід: «Я на чверть японка. Це єдиний відсотковий вміст, який я знаю точно, тому що мій дід був японцем. Тоді як все інше досить змішане». Її старші сестри Мієко і Джаміла виступали в складі R&B-гурту Gyrl і гастролювали з іншим R&B-гуртом Immatureruen, підписаним на MCA.

## Кар'єра

### 2002–2011: Початок музичної кар'єри та перерва
Айко розпочала свою музичну кар'єру 2002 року, представивши пісню на саундтрек The Master of Disguise. Вона підписалась на The Ultimate Group, якою керував Кріс Стоукс.. В цей час вона була знана як двоюрідна сестра репера B2K, Ліл Фізза, хоча вона насправді не пов'язана з ним. Цей факт було використано як маркетинговий інструмент, запропонований її лейблами Sony, The Ultimate Group та Epic Records для просування Aiko через B2K для залучення аудиторії. Втім, сама Айко стверджує, що вони з Ліл Фіззом росли разом і були близькими, як родина.
Айко також з'являлася у численних музичних кліпах, включаючи дебютне відео О'Ряна «Take It Slow», дебютне відео B2K «Uh Huh» та «Why I Love You»,, P.Y.T. з піснею «Same Ol' Same Ol' (Remix)», репера Sarai (Play's) «M.A.S.T.E.R. (Part 2)», із відеокліпом Ліл Фізза та відеокліпом Моргана Сміта 2004 року «Blow Ya Whistle». Брала участь у запису треків Barbershop, The Master of Disguise, You Got Served, The Proud Family та Byou.
Випустила відео на сингл «NO L.O.V.E» (перезаписаний з версії Tha 'Rayne в 2002 році), дебютувавши на BET's 106 & Park, коли їй було 15 років. Айко планувала випустити свій дебютний альбом, який тоді був названий My Name Is Jhené, у 2003 році через Sony, The Ultimate Group, Epic, проте альбом так і не вийшов через конфлікти. Пізніше Айко покинула звукозапис, щоб продовжити своє навчання.
У 2007 році вона повернулась до музики. 16 березня 2011 року Айко випустила пісню Sailing Soul(s) на офіційному сайті JheneAiko.com. 21 жовтня 2012 року випустила відеокліп на пісню «My Mine» та «Stranger».
У 2011 році вона також почала тісно співпрацювати зі звукозаписуючою компанією «Carson» і випустила альбом у листопаді 2013 року, «Sail Out».

### 2012–2014:Sailing Soul(s),Sail OutтаSouled Out

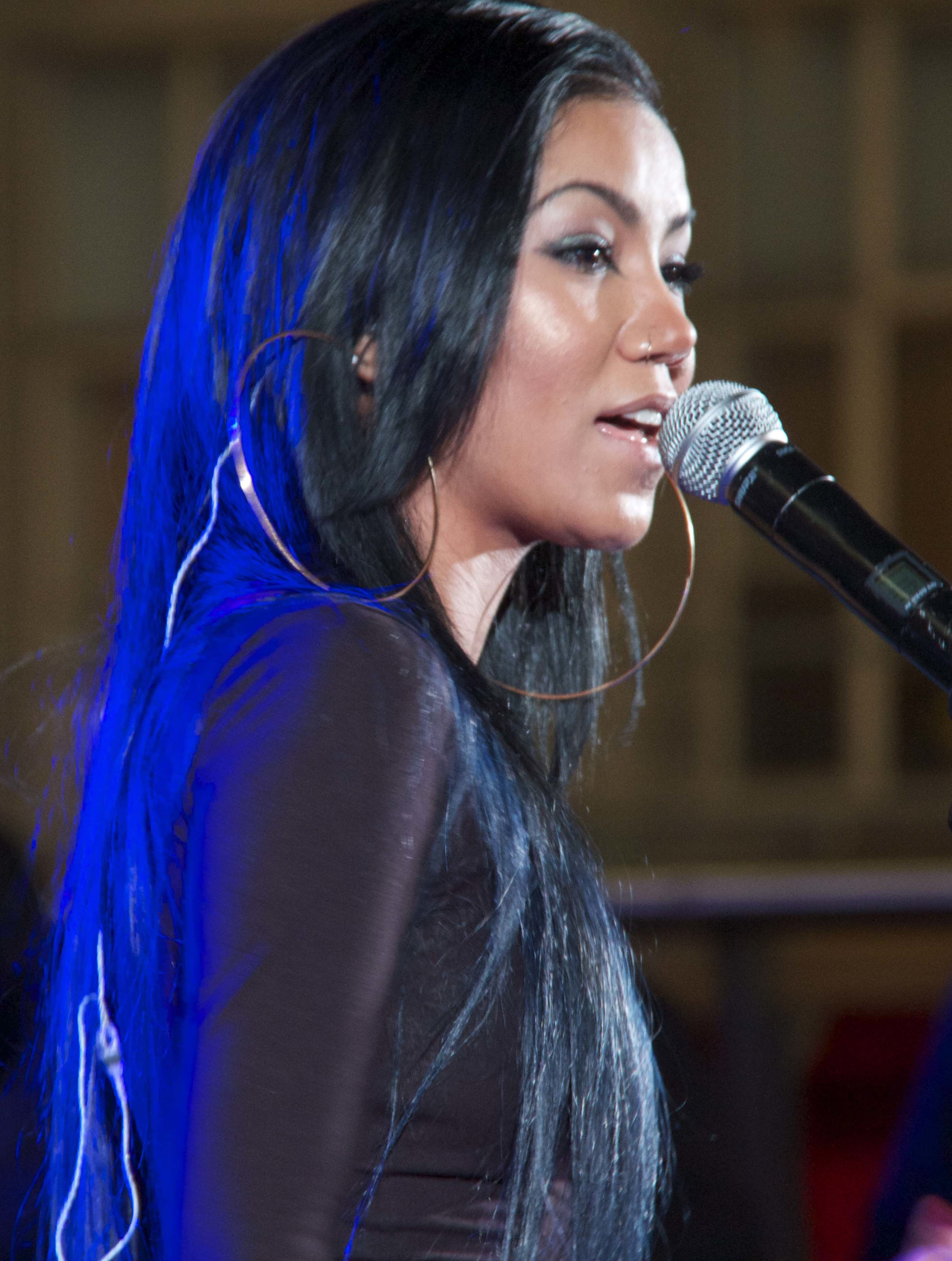
Айко виступає наживо під час «Manifesto Year 7» на площі 22 вересня 2013 року в Торонто, Канада

У 2012 році Айко після підписання контракту з продюсером та віцепрезидентом A&R у Def Jam випустила трек «3:16 AM», доступний для цифрового завантаження на iTunes 4 вересня 2012 року. 2012 року Айко також розпочала довгоочікуваний концертний тур «Life Is Good / Black Rage» разом з іншими американськими артистами, репером Нас та автором пісень Ларіном Гіллом. У червні 2013 року Айко представила пісню «Beware», яка стала її першою піснею, що потрапила в чат на Hotboard US 100. У жовтні 2013 року співпрацювала з канадським репером Дрейком у його концертному турі.
У листопаді 2013 року Айко випустила дебютний EP альбом Sail Out, який дебютував під номером 8 у чарті Billboard 200 у США, а за перший тиждень було продано 34 000 примірників альбому.

### 2015 – теперішній час:Twenty88 and Trip
18 січня 2014 року Айко з'явилася на Saturday Night Live з піснею «From Time», виконаною разом з ведучим гостем епізоду Дрейком. У січні 2014 року в інтерв'ю журналу Vibe Айко зробила анонс свого дебютного студійного альбому Souled Out з передбачуваною датою виходу — в травні 2014-го. Однак альбом відклали. 16 березня 2014 року Айко представила пісню «My Afternoon Dream», одночасно з супроводжуючим її відеокліпом, який зрежисувала разом із Кріссі.
23 червня 2014 року Джене Айко на своїй офіційній сторінці Instagram опублікувала обкладинку і фрагмент першого синглу з Souled Out під назвою «To Love & Die». Обкладинка синглу була описана як «космічна» Адель Плейтон з журналу Vibe. Реліз пісні в iTunes Store відбувся наступного дня. 26 червня 2014 року канадський автор-виконавець The Weeknd оголосив, що він буде хедлайнером King of the Fall Tour — мінітуру Америкою у вересні – жовтні 2014 року; тур складався з чотирьох шоу, перший концерт в рамках якого пройшов 19 вересня 2014 в Нью-Йорку, в Barclays Center, а закінчився тур 10 жовтня в Сан-Франциско, в Bill Graham Civic Auditorium. Айко, а також Скулбой Кью, були затверджені групою підтримки в турі.
9 вересня 2014 року відбувся реліз Souled Out.
У лютому 2015 року Айко була номінована на три премії «Греммі» на 57-й щорічній премії «Греммі», серед яких найкраща R&B пісня та найкращий сучасний альбом для Sail Out. Того ж місяця було оголошено, що Айко приєднається до репера Дж. Коула під час його туру Forest Hills Drive Tour. 19 березня 2015 року Айко випустила пісню «Living Room Flow».
У березні 2016 року Айко оголосила про співпрацю з репером Big Sean над новим альбомом під назвою Twenty88, доступним для трансляції суто в TIDAL протягом 4 днів і доступним для завантаження 1 квітня.
8 травня 2019 року Айко випустила «Triggered (freestyle)», який дебютував під номером 51 на американському Billboard Hot 100 і досяг піку під номером 3 у піснях США на R&B Songs. Це був перший офіційний сингл з її майбутнього альбому 2019 року. Ходили чутки, що пісня, можливо, стосувалася колишнього бойфренда Айко, Big Sean.
Третій студійний альбом Айко, «Chilombo», побачив світ у березні 2020 року.

## Особисте життя
Айко християнка, охрещена в 16 років у Міжнародній церкві чотиристороннього Євангелія.
З 2005 по 2008 Айко зустрічалася з американським R&B-співаком О'Раяном. 19 листопада 2008 року (у 20 років) народила від нього доньку Наміко.
Незадовго до смерті свого брата Міягі від раку 19 липня 2012 року, Айко записала на свій ноутбук пісню «For My Brother» («Для мого брата»), яка призначалася тільки йому. Він помер незабаром після прослуховування запису.
27 серпня 2013 року в Лос-Анджелесі Айко потрапила в автомобільну аварію разом зі своєю донькою Наміко, старшою сестрою Мієко та батьком своєї дитини О'Раяном. Айко зламала зап'ястя, отримала відколотий зуб і кілка швів на підборідді. Донька в аварії не постраждала.
В 2014—2017 роках Айко перебувала в шлюбі з музичним продюсером та звуковим інженером Дотом да Дженіусом. 16 березня 2016 року вони заявили про одруження. 9 серпня 2016 року Айко подала заяву про розлучення, посилаючись на непримиренні розбіжності. Розлучення було остаточно завершене у жовтні 2017 року.
Подейкували, що Айко зустрічається з Big Sean з 2016 року, а їхні стосунки пізніше підтвердили публікації в Instagram. У листопаді 2018 року ходили чутки, що Айко розлучилася з Big Sean. Повідомлялося, що пара розлучилася в середині грудня 2018 року, і це було підтверджено в березні 2019.. Вони й досі товаришують.
Айко — веганка.

## Дискографія
- 2011 — .sailing soul(s).ruen (2011)
- 2013 — Sail Outruen (2013)
- 2014 — Souled Outuaen
- 2017 — Trip
- 2020 — Chilombo[71]

## Концертні тури
На розігріві
- 2013–2014 — Would You like a Tour?uaen
- 2014 — King of the Fall Tour

## Нагороди та номінації

### BET Awards
| Рік             | Номіновано  | Нагорода                          | Результат |
| --------------- | ----------- | --------------------------------- | --------- |
| BET Awards 2014 | Она сама    | Найкраща артистка в стилі R&B/поп | Номінація |
| BET Awards 2014 | «The Worst» | Centric Award                     | Перемога  |